# Ulična molitva
Ulična molitva debitantski je studijski album splitske heavy metal skupine Osmi putnik, kojeg 1986. godine objavljuje diskografska kuća Jugoton.
Materijal je sniman tijekom mjeseca travnja i svibnja u studiju Nenada Vilovića.

## Popis pjesama
Sve pjesme je (osim 9.) napisao je Zlatan Stipišić Gibboni, dok aranžmane potpisuju sami.

### A strana
1. "Lutko moja, takav sam ti ja" (3:15)
2. "Ulična molitva" (2:45)
3. "Sjaj" (4:00)
4. "Otmi me od sna" (3:15)
5. "Ne mogu sam" (4:15)

### B strana
1. "Bolja vremena" (3:35)
2. "Labude, reci mi" (2:30)
3. "Kasno je za sve" (3:20)
4. "Jovana" (3:55)
5. "Maleficium Taciturnitatus" (4:20)

## Osoblje
- Zlatan Stipišić - vokali
- Nenad Mitrović - gitara
- Bojan Antolić - gitara
- Davor Gradinski - bas gitara
- Miro Marunica - bubnjevi

## Vanjske poveznice
- Službene stranice Osmog putnika  Arhivirana inačica izvorne stranice od 31. siječnja 2009. (Wayback Machine) - Recenzija albuma